# A-型小行星
A-型小行星是在小行星主帶內側相對較為罕見，有著強烈的1µm橄欖石特徵，和截止在0.7微米非常偏紅的光譜。它們被認為是來自小行星已經完全分化的地函。
A-型小行星非常罕見，迄2005年只發現了17顆。

## 外部連結
- A technical report on A-Type Asteroids（页面存档备份，存于）